# Potencial zeta

Diagrama mostrando a concentração iônica e a diferença de potencial em função da distância da superfície carregada de uma partícula suspensa em um meio de dispersão.

O potencial zeta (também conhecido como potencial ζ ou potencial electrocinético) é uma medida da carga superficial que é considerada um parâmetro valioso tanto pela comunidade científica quanto por agências reguladoras. Ele representa a diferença entre o potencial eletrostático de uma nanopartícula e o da solução em que está suspensa. Para obter o potencial zeta, um laser é passado por uma solução de nanopartículas sob a influência de um campo elétrico variável. A mudança na frequência, ou mudança de fase, da luz dispersa causada pelo efeito Doppler é medida e relacionada à mobilidade eletroforética, que por sua vez está relacionada ao potencial zeta por meio das aproximações de Henry ou Smolochuski.

## Relação com a Estabilidade Coloidal
A magnitude do potencial zeta pode prever a estabilidade de uma nanoformulação. Valores altos indicam partículas altamente carregadas que evitam a agregação e garantem a redispersão devido às forças elétricas repulsivas, enquanto com um potencial zeta baixo, a coagulação pode ocorrer . Como regra geral, valores de ζ ≥ 30 mV e ≤ 60 mV em valor absoluto são considerados bons e excelente estabilidade, respectivamente . Um potencial zeta ≥ ±30 mV indica formulações monodispersas sem agregados, enquanto valores de ζ ~±20 mV tendem a ter estabilidade de curto prazo, e ζ < 5 mV tende a se agregar rapidamente.

## Relação com a Tensão Superficial
O potencial zeta está diretamente relacionado à tensão superficial das partículas. Em sistemas líquidos, a interação entre as partículas e o meio é influenciada pela tensão superficial, impactando a dispersão e a estabilidade da solução. A medição do potencial zeta permite entender como as forças de adesão e repulsão entre as partículas afetam a estrutura do sistema. A tensão superficial dos líquidos pode diminuir com o aumento da temperatura e pode ser reduzida pela ação de substâncias chamadas surfactantes.

### Leitura Adicional
- Delgado, Á. V., et al. (2007). "Measurement and interpretation of electrokinetic phenomena." Journal of Colloid and Interface Science, 309(2), 194-224.
- Hunter, R. J. (2013). "Zeta potential in colloid science: principles and applications." Academic press.
- Kirby, B. J., & Hasselbrink, E. F. (2004). "Zeta potential of microfluidic substrates: 1. Theory, experimental techniques, and effects on separations." Electrophoresis, 25(2), 187-202.